# Centre historique de Panamá
Pour les articles homonymes, voir Casco.
Ne doit pas être confondu avec Panama (ville) ou Panamá Viejo.
Le centre historique de la ville de Panama, connu comme Casco Viejo, est le nom donné à l'endroit où a été déplacée et rétablie en 1673 la ville de Panama après sa destruction en 1671. Initialement, elle a été située sur une petite péninsule, entourée de récifs rocheux. Actuellement le Casco Viejo fait partie de l'arrondissement de San Felipe et depuis 1997, il est inscrit au patrimoine mondial de l'UNESCO.

## Histoire

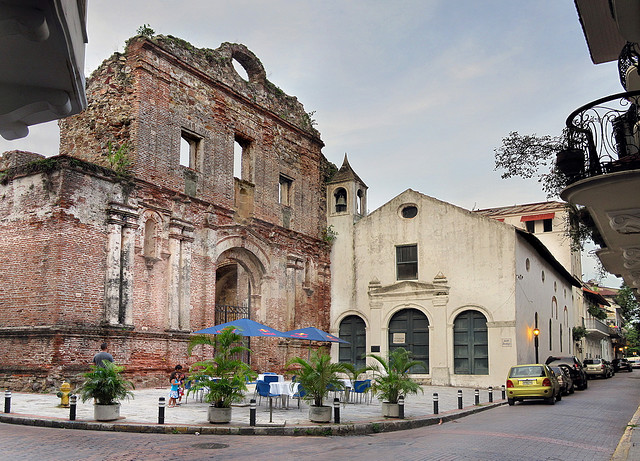
L'arc plat

La fondation de la nouvelle ville a eu lieu le 21 janvier 1673, deux ans après l'attaque et l'incendie de l'ancienne ville par les pirates.
Initialement elle a été composée d'environ 300 maisons qui appartenaient aux familles riches de l'époque. Cette ville a été construite comme un fort militaire entouré par des murs épais qui excluaient le reste de la population. Le point central de cette nouvelle ville a été occupé par la Plaza Mayor, en face de laquelle se dresse la Catedral Metropolitana.  
La structure actuelle de la ville date de la fin du XIXe siècle et de la première moitié du XXe siècle, donc on peut observer parmi les ruines et les bâtiments coloniaux, des bâtiments néoclassiques et des petits échantillons d'architecture Art déco et afrocoloniale. Cela lui donne un visage différent d'autres villes historiques comme Carthagène des Indes et Quito, qui possèdent un style purement colonial espagnol.

## Monuments et lieux à visiter
Le Casco Viejo a quatre places principales : la place de l'Indépendance, la seule pendant plusieurs siècles, la place Bolivar et la place Herrera, construite sur un terrain laissé vacant après un incendie et la place de France, construite en 1922 pour honorer le peuple français, pionniers de la construction du canal de Panama.
Autour de la plaza Mayor, actuelle plaza de la Independencia, se trouvent la cathédrale métropolitaine de Santa Maria Antigua, El Palacio Municipal (l’hôtel de ville), le musée du canal de Panama et le Grand Hôtel central. 
La Cathédrale métropolitaine, un exemple d'architecture coloniale espagnole, a été construit entre 1688 et 1796. Les bâtiments de El Palacio Municipal, d’influence néoclassique, et du musée du Canal datent du début du XIXe siècle et de la fin du XXe siècle respectivement.

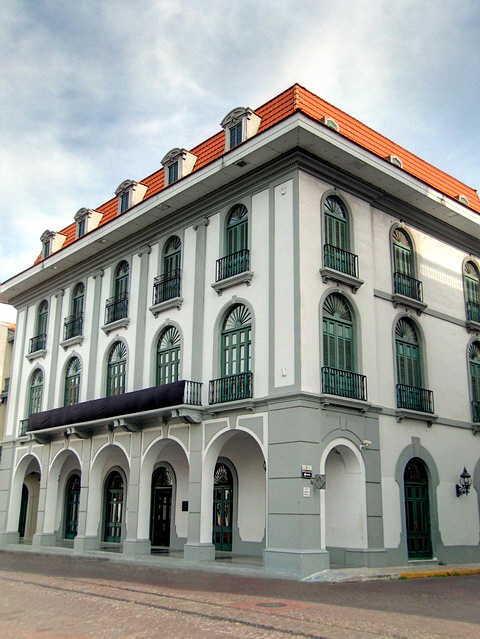
Musée du canal interocéanique.
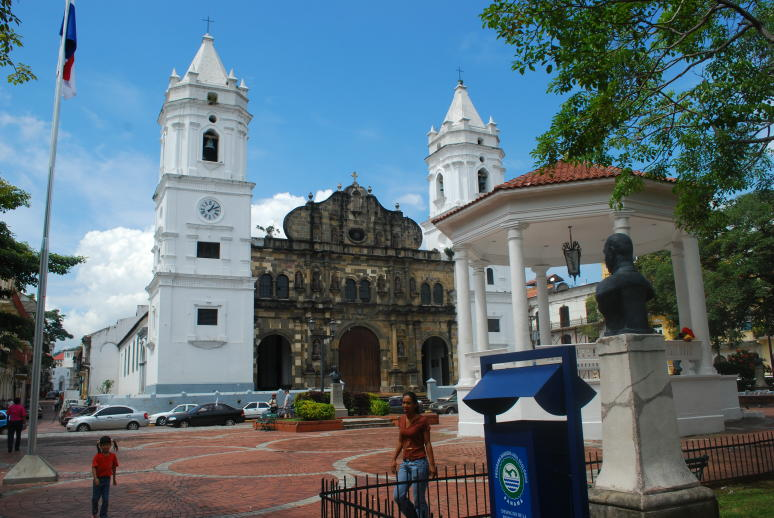
Cathédrale de Santa Maria Antigua sur la Plaza de la Independencia.
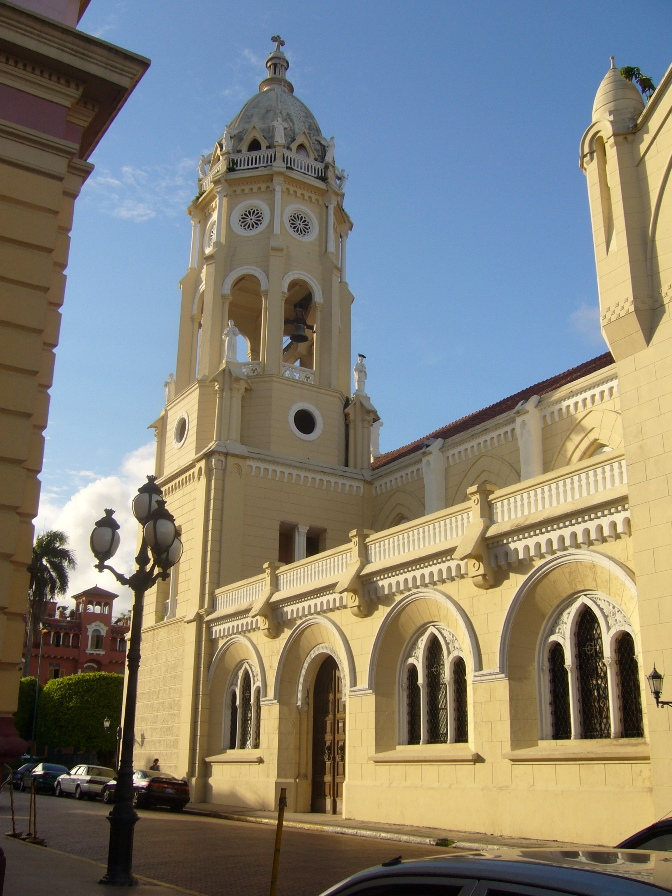
Église de Saint François d'Assise
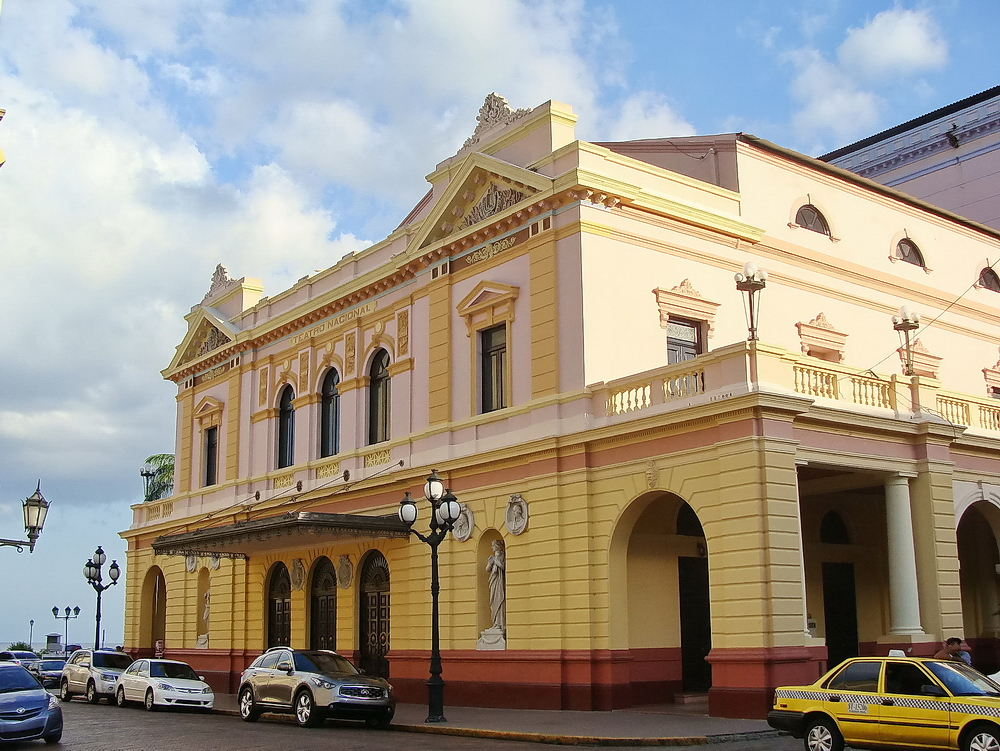
Théâtre National
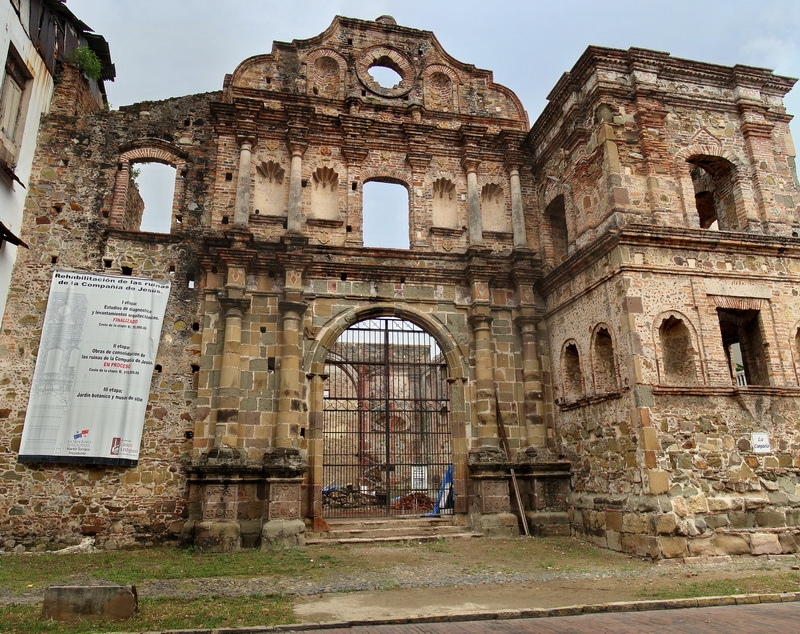
Compagnie de Jésus
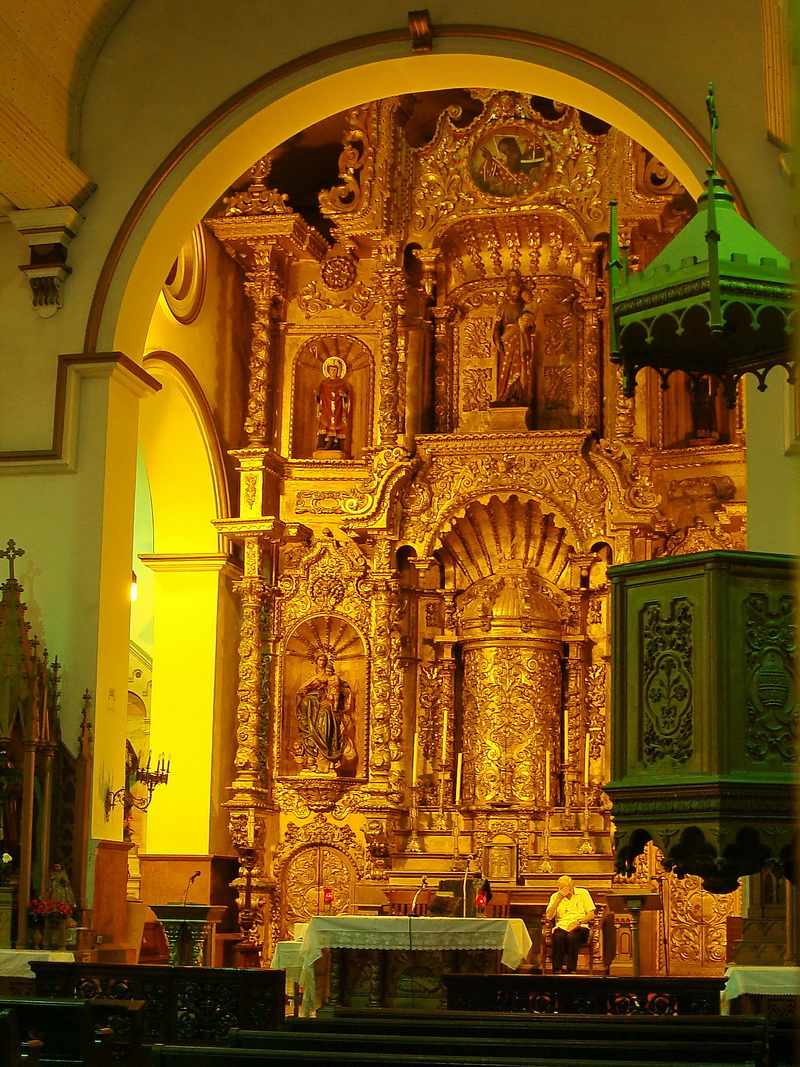
Église de San José

### Patrimoine religieux
Parmi les monuments religieux qui subsistent aujourd'hui sont l'église de San José, célèbre pour son autel d'or, l'église de San Francisco, l'église de San Felipe de Neri et l’église de la Merced. La façade de celle-ci a été déplacée pierre par pierre de l'ancienne église située à Panamá Viejo.  On peut trouver aussi les ruines du couvent des jésuites et le couvent de Santo Domingo.

### Patrimoine civil
D'autres monuments de la ville sont le Théâtre National, El Palacio de Gobierno y Justicia, El Palacio de las Garzas, présidence de la République de Panama et résidence officielle du président, El Palacio Bolívar, siège du Congrès de Panama en 1826, et El Palacio de Justicia, actuel Institut national de la culture.